# Bryconamericus andresoi
Bryconamericus andresoi är en fiskart som beskrevs av Román-valencia 2003. Bryconamericus andresoi ingår i släktet Bryconamericus och familjen Characidae. Inga underarter finns listade.